# Biologické hospodaření
Biologické hospodaření je souhrn přírodu napodobujících, tedy biologicky podložených postupů v zemědělství a zahradnictví. Biologické hospodaření podle zákonitostí života, jako přírodu napodobující, organické nebo organicko-biologické, vzniklo jako reakce na přehnané používání chemických postupů, zejména v hnojení a při ochraně rostlin.